# Werdum
Werdum település Németországban, azon belül Alsó-Szászország tartományban. Lakosainak száma 749 fő (2023. december 31.). Werdum Neuharlingersiel és Stedesdorf községekkel határos.

## Népesség
A település népességének változása:
| Lakosok száma | 734  | 740  | 751  | 738  | 754  | 749  |
|               | 2016 | 2017 | 2019 | 2021 | 2022 | 2023 |